# Louella Maxam
Louella Maxam, il cui nome completo era Louella Modie Maxam (St. Augustine, 10 giugno 1896 – Burbank, 3 settembre 1970), è stata un'attrice statunitense del cinema muto.

## Biografia
Nella sua carriera, durata fino al 1921, prese parte a oltre una cinquantina di film
Recitò spesso a fianco di Tom Mix, famoso attore cowboy dell'epoca, in una serie di cortometraggi western. In seguito, lavorò per altri studios ed ebbe come partner un'altra stella del western, l'attore Franklyn Farnum.
Era sposata con l'attore canadese William Brunton.

## Filmografia
- The Child of the Prairies, regia di William Duncan - cortometraggio (1913)
- The Adventures of Kathlyn, regia di Francis J. Grandon - serial cinematografico (1913)
- A Child of the Prairie, regia di Tom Mix - cortometraggio (1915)
- The Man from Texas, regia di Tom Mix - cortometraggio (1915)
- The Stagecoach Driver and the Girl, regia di Tom Mix - cortometraggio (1915)
- Ma's Girls, regia di Tom Mix - cortometraggio (1915)
- Getting a Start in Life, regia di Tom Mix - cortometraggio (1915)
- Mrs. Murphy's Cooks, regia di Tom Mix - cortometraggio (1915)
- The Conversion of Smiling Tom, regia di Tom Mix - cortometraggio (1915)
- An Arizona Wooing, regia di Tom Mix - cortometraggio (1915)
- A Matrimonial Boomerang, regia di Tom Mix - cortometraggio (1915)
- Saved by Her Horse, regia di Tom Mix - cortometraggio (1915)
- The Heart of the Sheriff, regia di Tom Mix - cortometraggio (1915)
- With the Aid of the Law, regia di Tom Mix - cortometraggio (1915)
- Foreman of Bar Z Ranch, regia di Tom Mix - cortometraggio (1915)
- The Taking of Mustang Pete, regia di Tom Mix - cortometraggio (1915)
- In the Sunset Country, regia di Burton L. King - cortometraggio (1915)
- Her Slight Mistake, regia di Tom Mix - cortometraggio (1915)
- Her Prey, regia di William Worthington - cortometraggio (1915)
- The Fair God of Sun Island, regia di William Worthington - cortometraggio (1915)
- The Measure of Leon Du Bray, regia di Henry Otto - cortometraggio (1915)
- Manna, regia di Henry Otto - cortometraggio (1915)
- The Phantom Fortune, regia di Henry Otto - cortometraggio (1915)
- His Good Name, regia di Lynn F. Reynolds - cortometraggio (1915)
- A Movie Star, regia di Fred Fishback (Fred Hibbard) - cortometraggio (1916)
- An Oily Scoundrel, regia di Edwin Frazee - cortometraggio (1916)
- Bucking Society, regia di Harry Williams e William Campbell - cortometraggio (1916)
- His Bitter Pill, regia di Fred Fishback - cortometraggio (1916)
- The Sting of Conscience, regia di George Cochrane - cortometraggio (1916)
- His Lying Heart, regia di Ford Sterling - cortometraggio (1916)
- Vampire Ambrose, regia di Fred Hibbard - cortometraggio (1916)
- Ambrose's Rapid Rise, regia di Fred Fishback - cortometraggio (1916)
- Only a Rose, regia di Burton L. King - cortometraggio (1916)
- Out of the Shadows, regia di Burton L. King - cortometraggio (1916)
- The Luck That Jealousy Brought , regia di Tom Mix - cortometraggio (1917)
- The Saddle Girth, regia di E.A. Martin e Tom Mix - cortometraggio (1917)
- Won in the Stretch, regia di Burton L. King - cortometraggio (1917)
- Because of a Woman, regia di Jack Conway (1917)
- Deuce Duncan, regia di Thomas N. Heffron (1918)
- The Mantle of Charity, regia di Edward Sloman (1918)
- The Desert Rat, regia di Leon De La Mothe - cortometraggio (1919)
- The Two Doyles, regia di Leon De La Mothe - cortometraggio (1919)
- Vengeance and the Girl, regia di Leon De La Mothe - cortometraggio (1919)
- The Uphill Climb, regia di Leon De La Mothe - cortometraggio (1919)
- When Pals Fall Out, regia di Leon De La Mothe - cortometraggio (1919)
- Brother Bill, regia di Leon De La Mothe - cortometraggio (1919)
- Breezy Bob, regia di Leon De La Mothe - cortometraggio (1919)
- The Raiders, regia di Nate Watt (1921)